# Mispila obscura
Mispila obscura är en skalbaggsart som beskrevs av Charles Joseph Gahan 1890. Mispila obscura ingår i släktet Mispila och familjen långhorningar. Inga underarter finns listade i Catalogue of Life.